# Pseudopanax linearis
Pseudopanax linearis là một loài thực vật có hoa trong Họ Cuồng cuồng. Loài này được (Hook.f.) K.Koch miêu tả khoa học đầu tiên năm 1859.